# Lista över Danmarks socialministrar
Danmarks Socialministerium har varit ett permanent departement sedan Thorvald Stauning lät återupprätta det på våren 1929. Departementet existerade under korta perioder 1920–1929.
| Socialminister         | Parti | Parti                       | Tillträdande | Avgång | Regeringar                                                     |
| ---------------------- | ----- | --------------------------- | ------------ | --- | -------------------------------------------------------------- |
| Jens Jensen            |       | Socialdemokratiet           | 05.04.1920   | 05.05.1920 | Ministeriet M.P. Friis                                         |
| Ingen                  |       | 05.04.1920                  | 23.04.1924   | Ministeriet Neergaard II, Ministeriet Neergaard III |                                                                |
| Frederik Borgbjerg     |       | Socialdemokratiet           | 23.04.1924   | 14.12.1926 | Ministeriet Thorvald Stauning II                               |
| Ingen                  |       | 14.12.1926                  | 30.04.1929   | Ministeriet Madsen-Mygdal |                                                                |
| K.K. Steincke          |       | Socialdemokratiet           | 30.04.1929   | 05.11.1935 | Ministeriet Thorvald Stauning II                               |
| Ludvig Christensen     |       | Socialdemokratiet           | 05.11.1935   | 08.07.1940 | Ministeriet Thorvald Stauning II                               |
| Johannes Kjærbøl       |       | Socialdemokratiet           | 08.07.1940   | 09.11.1942 | Ministeriet Thorvald Stauning III, Regeringen Vilhelm Buhl I   |
| Laurits Hansen¹        |       | Socialdemokratiet           | 09.11.1942   | 05.05.1945 | Regeringen Scavenius                                           |
| Hans Hedtoft           |       | Socialdemokratiet           | 05.05.1945   | 07.11.1945 | Regeringen Vilhelm Buhl II                                     |
| Søren P. Larsen        |       | Venstre                     | 07.11.1945   | 24.04.1947 | Regeringen Knud Kristensen                                     |
| Jens Sønderup          |       | Venstre                     | 24.04.1947   | 13.11.1947 | Regeringen Knud Kristensen                                     |
| Johan Strøm            |       | Socialdemokratiet           | 13.11.1947   | 30.10.1950 | Regeringen Hans Hedtoft I                                      |
| Poul Sørensen          |       | Det Konservative Folkeparti | 30.10.1950   | 30.09.1953 | Regeringen Erik Eriksen                                        |
| Johan Strøm            |       | Socialdemokratiet           | 30.09.1953   | 28.05.1957 | Regeringen Hans Hedtoft II, Regeringen H.C. Hansen I           |
| Julius Bomholt         |       | Socialdemokratiet           | 28.05.1957   | 07.09.1961 | Regeringen H.C. Hansen II, Regeringen Viggo Kampmann I & II    |
| Kaj Bundvad            |       | Socialdemokratiet           | 07.09.1961   | 02.02.1968 | Regeringen Viggo Kampmann II, Regeringen Jens Otto Krag I & II |
| Nathalie Lind          |       | Venstre                     | 02.02.1968   | 11.10.1971 | Regeringen Hilmar Baunsgaard                                   |
| Eva Gredal             |       | Socialdemokratiet           | 11.10.1971   | 19.12.1973 | Regeringen Jens Otto Krag III                                  |
| Jacob Sørensen         |       | Venstre                     | 19.12.1973   | 13.02.1975 | Regeringen Poul Hartling                                       |
| Eva Gredal             |       | Socialdemokratiet           | 13.02.1975   | 30.08.1978 | Regeringen Anker Jørgensen II                                  |
| Erling Jensen          |       | Socialdemokratiet           | 30.08.1978   | 26.10.1979 | Regeringen Anker Jørgensen III                                 |
| Ritt Bjerregaard       |       | Socialdemokratiet           | 26.10.1979   | 30.12.1981 | Regeringen Anker Jørgensen IV                                  |
| Bent Hansen            |       | Socialdemokratiet           | 30.12.1981   | 27.04.1982 | Regeringen Anker Jørgensen V                                   |
| Bent Rold Andersen     |       | Socialdemokratiet           | 27.04.1982   | 10.09.1982 | Regeringen Anker Jørgensen V                                   |
| Palle Simonsen         |       | Det Konservative Folkeparti | 10.09.1982   | 23.07.1984 | Regeringen Poul Schlüter I                                     |
| Elsebeth Kock-Petersen |       | Venstre                     | 23.07.1984   | 12.03.1986 | Regeringen Poul Schlüter I                                     |
| Mimi Stilling Jakobsen |       | Centrum-Demokraterne        | 12.03.1986   | 03.06.1988 | Regeringen Poul Schlüter I & II                                |
| Aase Olesen            |       | Det Radikale Venstre        | 03.06.1988   | 18.12.1990 | Regeringen Poul Schlüter III                                   |
| Else Winther Andersen  |       | Venstre                     | 18.12.1990   | 25.01.1993 | Regeringen Poul Schlüter IV                                    |
| Karen Jespersen        |       | Socialdemokratiet           | 25.01.1993   | 28.01.1994 | Regeringen Poul Nyrup Rasmussen I                              |
| Bente Juncker          |       | Centrum-Demokraterne        | 28.01.1994   | 11.02.1994 | Regeringen Poul Nyrup Rasmussen I                              |
| Yvonne Herløv Andersen |       | Centrum-Demokraterne        | 11.02.1994   | 27.09.1994 | Regeringen Poul Nyrup Rasmussen I                              |
| Karen Jespersen        |       | Socialdemokratiet           | 27.09.1994   | 23.02.2000 | Regeringen Poul Nyrup Rasmussen II, III & IV                   |
| Henrik Dam Kristensen  |       | Socialdemokratiet           | 23.02.2000   | 27.11.2001 | Regeringen Poul Nyrup Rasmussen IV                             |
| Henriette Kjær         |       | Det Konservative Folkeparti | 27.11.2001   | 02.08.2004 | Regeringen Anders Fogh Rasmussen I                             |
| Eva Kjer Hansen        |       | Venstre                     | 02.08.2004   | 12.09.2007 | Regeringen Anders Fogh Rasmussen I & II                        |
| Karen Jespersen        |       | Venstre                     | 12.09.2007   | 23.11.2007 | Regeringen Anders Fogh Rasmussen II                            |
| Ministeriet nedlagt    |       |                             |              | I Regeringen Anders Fogh Rasmussen III blev ministeriet nedlagt och sammanlagt med Inrikesministeriet, samt delar av Ekonomi- och Näringsministeriet och Ministeriet för Familie- och konsumentangelägenheter till det som blev Välfärdsministeriet. |                                                                |
| Karen Ellemann         |       | Venstre                     | 07.04.2009   | 23.02.2010 | Regeringen Lars Løkke Rasmussen I                              |
| Benedikte Kiær         |       | Det Konservative Folkeparti | 23.02.2010   | 03.10.2011 | Regeringen Lars Løkke Rasmussen I                              |
| Karen Hækkerup         |       | Socialdemokratiet           | 03.10.2011   | 09.08.2013 | Regeringen Helle Thorning-Schmidt I                            |
| Annette Vilhelmsen     |       | Socialistisk Folkeparti     | 09.08.2013   | 03.02.2014 | Regeringen Helle Thorning-Schmidt I                            |
| Manu Sareen            |       | Radikale Venstre            | 03.02.2014   | 28.06.2015 | Regeringen Helle Thorning-Schmidt II                           |
| Karen Ellemann         |       | Venstre                     | 28.06.2015   | | Regeringen Lars Løkke Rasmussen II                             |

Not: ¹ Regeringen lämnade den 29 augusti 1943 in sin avskedsansökan till kungen och upphörde samtidigt med att fungera. 30 augusti 1943 - 5 maj 1945 var därför ett departementschefsstyre, där ministeriernas departementschefer administrerade sina respektive sakområden.